# 出雲市立斐川西中学校
出雲市立斐川西中学校（いずもしりつ ひかわにしちゅうがっこう）は、島根県出雲市斐川町直江にある公立中学校。

## 沿革
- 1889年（明治22年） - 今市小学校の分校として設置。
- 1892年（明治25年） - 直江村外5か村組合立高等小学校と改称。
- 1947年（昭和22年） - 直江伊波野久木組合立直江中学校設置。
- 1955年（昭和30年） - 斐川村立斐川西中学校と改称。
- 1965年（昭和40年） - 斐川町立斐川西中学校と改称。
- 2011年（平成23年）10月1日 - 簸川郡斐川町が出雲市に編入され、出雲市立斐川西中学校と改称。

## 部活動
- 卓球部
  - 2002年（平成14年） - 全国中学校体育大会卓球男子団体出場。
- 吹奏楽部
- 合唱部（混声）
  - 1988年（昭和63年） - 第55回NHK全国学校音楽コンクール銅賞。
  - 1989年（平成元年） - 第56回NHK全国学校音楽コンクール銅賞。
  - 1990年（平成2年） - 第57回NHK全国学校音楽コンクール銅賞。
  - 1991年（平成3年） - 第58回NHK全国学校音楽コンクール銅賞・第44回全日本合唱コンクール銅賞。
  - 1992年（平成4年） - 第45回全日本合唱コンクール金賞。
  - 1994年（平成6年） - 第47回全日本合唱コンクール銀賞。
  - 1995年（平成7年） - 第48回全日本合唱コンクール金賞。
  - 2001年（平成13年） - 第54回全日本合唱コンクール銀賞。
  - 2008年（平成20年） - 第61回全日本合唱コンクール金賞。
  - 2009年（平成21年） - 第62回全日本合唱コンクール文部科学大臣賞（金賞）。
  - 2010年（平成22年） - 第63回全日本合唱コンクール銀賞。
  - 2011年（平成23年） - 第64回全日本合唱コンクール文部科学大臣賞（金賞）、カワイ奨励賞。

## 校区
- 校区は、中部小学校、西野小学校の通学区域となっている。